# Claus Vorster
Claus Friedrich Vorster (* 4. August 1931 in Göppingen; † 28. September 2012 in Hannover) war ein deutscher Chirurg.

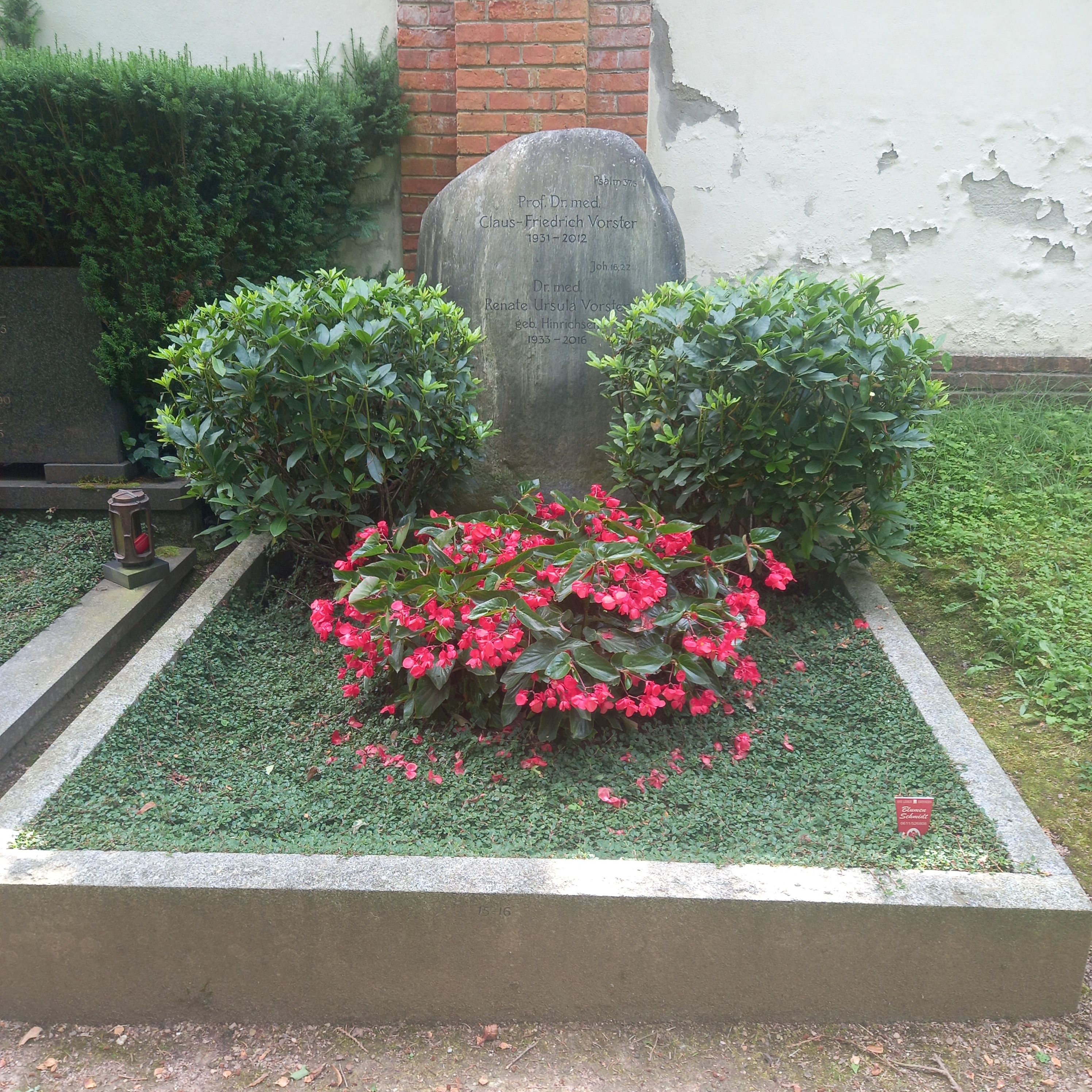
Das Grab von Claus Vorster und seiner Ehefrau Renate geborene Hinrichsen auf dem Nordfriedhof (Wiesbaden)

## Herkunft
Vorster entstammte der von Adolf Vorster begründeten weitverzweigten Vorster’schen Papiermacher-Dynastie. Sein Vater war der Gynäkologe Reinhard Vorster, dessen Großvater mütterlicherseits der Psychiater Karl Stark war.

## Leben
Nach dem Abitur am Karlsgymnasium in Bad Reichenhall begann Claus Vorster an der Eberhard Karls Universität Tübingen Medizin zu studieren. Wie sein Vater wurde er Mitglied der Landsmannschaft Schottland. Er wechselte an die  Universität Innsbruck, die Universität Paris und die Universität Hamburg. In Hamburg wurde er 1958 zum Dr. med. promoviert. Die zweijährige Medizinalassistentenzeit durchlief er im  Kreiskrankenhaus Sulingen (Wilms) und an der Landesfrauenklinik in Bamberg bei Werner Lüttge.
Nach der Approbation in Hamburg (1960) war er in der Medizinischen Poliklinik (Hans Franke) und in der Chirurgischen Klinik (Werner Wachsmuth) der Julius-Maximilians-Universität Würzburg tätig. Er habilitierte sich 1965 und wurde 1966 zum apl. Professor ernannt. Nachdem Ernst Kern die Nachfolge Wachsmuths angetreten hatte, war Vorster von 1970 bis zu seinem Eintritt in den Ruhestand 1993 Chefarzt der Klinik für Allgemeinchirurgie des Friederikenstifts. Unter seiner Leitung wurde dort die hoch spezialisierte Abdominalchirurgie eingeführt. Ferner war er ärztlicher Leiter der Schwesternschule sowie Vorsitzender des Prüfungsausschusses. Durch ihn wurde das Friederikenstift zum Lehrkrankenhaus der Medizinischen Hochschule Hannover, an der er als Universitätsprofessor lehrte.

## Privatleben
Claus Vorster war mit der Ärztin Renate Hinrichsen verheiratet. Aus der Ehe gingen eine Tochter und ein Sohn hervor.